# Mary Ellen Trainor
Mary Ellen Trainor (* 8. Juli 1952 in San Francisco, Kalifornien; † 20. Mai 2015 in Montecito, Kalifornien) war eine US-amerikanische Schauspielerin.

## Leben
Mary Ellen Trainor studierte Journalismus an der San Diego State University und arbeitete in den 1970er-Jahren als Radiomoderatorin. 1980 heiratete sie den Regisseur Robert Zemeckis und hatte mit ihm den Sohn Alexander (* 1985), der in mehreren Filmen seines Vaters kleine Rollen übernahm. Im Jahr 2000 wurde ihre Ehe mit Zemeckis geschieden.
Bekannt wurde Trainor unter anderem als Filmmutter von Sean Astins und Josh Brolins Figuren in dem Abenteuerfilm Die Goonies und als Psychiaterin Dr. Stephanie Woods in der Lethal-Weapon-Filmreihe, in beiden Fällen unter der Regie von Richard Donner. Außerdem spielte sie in den Filmen Die Geister, die ich rief …, Ghostbusters II, Stirb langsam und Freaky Friday – Ein voll verrückter Freitag. In der Serie Roswell übernahm sie von 1999 bis 2002 die Rolle der Diane Evans. Mehrfach war sie in Filmproduktionen ihres Ehemannes Robert Zemeckis zu sehen, so in Auf der Jagd nach dem grünen Diamanten, Zurück in die Zukunft II, Der Tod steht ihr gut, Forrest Gump und als Mörderin in der Weihnachtsfolge And All Through the House der Fernsehserie Geschichten aus der Gruft.
Ihre letzte Filmrolle spielte sie im Jahr 2007. Im Mai 2015 starb sie an den Folgen von Pankreaskrebs.

## Filmografie (Auswahl)
- 1983: Cheers (Fernsehserie, Staffel 1, Folge 15: Männer sind doch alle Schrott …)
- 1984: Auf der Jagd nach dem grünen Diamanten (Romancing the Stone)
- 1984: The Stone Boy
- 1985: Die Goonies (The Goonies)
- 1987: Lethal Weapon – Zwei stahlharte Profis (Lethal Weapon)
- 1987: Monster Busters (The Monster Squad)
- 1988: Action Jackson
- 1988: Stirb langsam (Die Hard)
- 1988: Die Geister, die ich rief … (Scrooged)
- 1989: Geschichten aus der Gruft (Fernsehserie, Folge 1.02: Stille Nacht – blutige Nacht)
- 1989: Ghostbusters II
- 1989: Brennpunkt L.A. (Lethal Weapon 2)
- 1989: Zurück in die Zukunft II (Back to the Future Part II)
- 1990: Airborne – Flügel aus Stahl (Fire Birds)
- 1990–1993: Parker Lewis – Der Coole von der Schule (Parker Lewis Can’t Lose, Fernsehserie)
- 1991: Ricochet – Der Aufprall (Ricochet)
- 1991: Grand Canyon – Im Herzen der Stadt (Grand Canyon)
- 1992: Kuffs – Ein Kerl zum Schießen (Kuffs)
- 1992: Brennpunkt L.A. – Die Profis sind zurück (Lethal Weapon 3)
- 1992: Der Tod steht ihr gut (Death Becomes Her)
- 1994: Greedy
- 1994: Forrest Gump
- 1994: Kleine Giganten (Little Giants)
- 1995: Congo
- 1996: Einsame Entscheidung (Executive Decision)
- 1998: Lethal Weapon 4
- 1999: Überall, nur nicht hier (Anywhere But Here)
- 1999–2002: Roswell (Fernsehserie)
- 2001: Amys Orgasmus (Amy’s Orgasm)
- 2002: Moonlight Mile
- 2003: Freaky Friday – Ein voll verrückter Freitag (Freaky Friday)
- 2005: The Music Inside
- 2007: Cake: A Wedding Story